# Reaktans
I beskrivelsen af vekselstrømskredsløb (f.eks. en elektrisk svingningskreds) er reaktansen eller den reaktive modstand den imaginære del af impedansen og skyldes tilstedeværelsen af spole og kondensator i kredsløbet.
Reaktansen måles i ohm. Ideelle elektriske kondensatorer og spoler har kun reaktans.
Reaktansens værdi kan modelleres i komplekse tal og er den imaginære del af impedansen (modelleret som et komplekst tal). Reaktansens værdi er matematisk impedansens imaginærdel. Imaginærdelen er delen med "i" eller "j" med fortegn. Er impedansen f.eks. {\displaystyle (0+i\cdot (-50))\,\Omega } er reaktansen {\displaystyle -50\,\Omega }.